# Critérium du Dauphiné libéré 1983
La 35e édition du Critérium du Dauphiné libéré a eu lieu du 30 mai au 6 juin 1983. Elle a été remportée par l'Américain Greg LeMond. Il devance au classement général Robert Millar et Robert Alban. Pascal Simon, vainqueur initial, a été contrôlé positif au Micorene et a subi une pénalité en temps qui lui a fait perdre la victoire. 

## Classement général final
| Rang | Vainqueur           | Équipe                 | Temps           |
| ---- | ------------------- | ---------------------- | --------------- |
| 1er  | Greg LeMond         | Renault-Elf            | 34 h 12 min 0 s |
| 2e   | Robert Millar       | Peugeot-Shell-Michelin | 2 min 53 s      |
| 3e   | Robert Alban        | La Redoute-Motobécane  | 6 min 12 s      |
| 4e   | Pascal Simon        | Peugeot-Shell-Michelin | 7 min 48 s      |
| 5e   | Eric Salomon        | Renault-Elf            | 8 min 23 s      |
| 6e   | Phil Anderson       | Peugeot-Shell-Michelin | 10 min 14 s     |
| 7e   | Gérard Veldscholten | TI-Raleigh             | 11 min 59 s     |
| 8e   | Laurent Biondi      | La Redoute-Motobécane  | 13 min 49 s     |
| 9e   | Gilles Mas          | Saint-Etienne-Pélussin | 15 min 54 s     |
| 10e  | Alain Vigneron      | Renault-Elf            | 16 min 39 s     |

## Les étapes
| Étape      | Date   | Villes étapes                | type     | Distance (km) | Vainqueur d'étape   | Leader du classement général |
| ---------- | ------ | ---------------------------- | -------- | ------------- | ------------------- | ---------------------------- |
| Prologue   | 30 mai | Sallanches – Sallanches      | prologue | 4,5           | Phil Anderson       | Phil Anderson                |
| 1re étape  | 31 mai | Sallanches – Oyonnax         |          | 186           | Greg LeMond         | Greg LeMond                  |
| 2e a étape | 1 juin | Oyonnax – Bourg-en-Bresse    |          | 54            | Patrick Clerc       | Jacques Michaud              |
| 2e b étape | 1 juin | Bourg-en-Bresse – Le Creusot |          | 75            | Éric Dall'Armellina | Jacques Michaud              |
| 3e étape   | 2 juin | Le Creusot – Firminy         |          | 228           | Phil Anderson       | Jacques Michaud              |
| 4e étape   | 4 juin | Voreppe – Lyon               |          | 155           | Christian Jourdan   | Jacques Michaud              |
| 5e étape   | 5 juin | Voreppe – Briançon           |          | 243           | Greg LeMond         | Pascal Simon                 |
| 6e étape   | 5 juin | Gap – Gap                    |          | 190           | Pascal Simon        | Pascal Simon                 |
| 7e a étape | 6 juin | Carpentras – Montélimar      |          | 93            | Gilbert Glaus       | Pascal Simon                 |
| 7e b étape | 6 juin | Montélimar – Pierrelatte     |          | 33            | Greg LeMond         | Greg LeMond                  |